# 13. februar
13. februar je 44. dan leta v gregorijanskem koledarju. Ostaja še 321 dni (322 v prestopnih letih).

## Dogodki
- 1130 – Inocenc II. postane papež
- 1542 – Catherine Howard, peto ženo Henrika VIII., usmrtijo zaradi prešuštva
- 1668 – Španija prizna Portugalsko kot neodvisno državo
- 1689:
  - sprejet temeljni angleški zakon Bill of Rights
  - Mary II in William III postaneta sovladarja Anglije.
- 1692 – poboj v Glen Coeju: pripadniki novookronanega Viljema III. pobijejo kakšnih 78 Macdonaldov v škotski dolini Glen Coe, ker niso takoj obljubili zvestobe novemu kralju
- 1866 – Jesse James oropa svojo prvo banko
- 1880 – Thomas Edison opazuje termionsko emisijo
- 1881 – pariška feministka Hubertine Auclert izda prvo številko časnika La Citoyenne
- 1894 – brata Lumière patentirata kinematograf, kombinacijo filmske kamere in projektorja
- 1920 – Švica postane članica Društva narodov
- 1934 – v Arktičnem oceanu se potopi sovjetski parnik Čeljuskin
- 1945:
  - rdeča armada osvobodi Budimpešto
  - 1. ameriška armada prodre čez Ren
  - pričetek letalskega bombardiranja Dresdna
- 1956 – Nikita Hruščov na kongresu KPSZ obsodi Stalinov kult osebnosti
- 1960 – jedrski poskusi: Francija preizkusi svojo prvo atomsko bombo
- 1974 – Aleksandra Solženicina, dobitnika nobelove nagrade za književnost leta 1970, izženejo iz Sovjetske zveze
- 1981 – Rupert Murdoch odkupi londonski časopis The Times
- 1984 – Konstantin Černenko nasledi pokojnega Andropova na čelu KP Sovjetske zveze
- 1988 – v kanadskem Calgaryju se začnejo 15. zimske olimpijske igre
- 1996 – začetek Nepalske državljanske vojne
- 1997 – astronavti z raketoplana Discovery začnejo popravljati Hubblov vesoljski teleskop
- 2004 – Travis Metcalfe z ustanove Harvard-Smithsonian Center for Astrophysics odkrije največji znani diamant v vesolju, belo pritlikavko BPM 37093

## Rojstva
2008- Denis Lutar, slovenski arhitekt, Alexov bitch
- 1766 – Thomas Robert Malthus, angleški demograf in ekonomist († 1834)
- 1769 – Ivan Andrejevič Krilov, ruski basnopisec († 1844)
- 1801 – Janoš Kardoš, slovenski pisatelj, pesnik, prevajalec, politični vodnik na Madžarskem († 1873)
- 1805 – Johann Peter Gustav Lejeune Dirichlet, nemški matematik († 1859)
- 1835 – Mirza Gulam Ahmad, indijski islamski reformator in ustanovitelj verskega gibanja ahmadijancev († 1908)
- 1852 – John Dreyer, dansko-irski astronom († 1926)
- 1873 – Fjodor Ivanovič Šaljapin, ruski basist († 1938)
- 1901 – Paul Felix Lazarsfeld, avstrijsko-ameriški sociolog († 1976)
- 1903 – Georges Joseph Christian Simenon, belgijski pisatelj († 1989)
- 1910 – William Bradford Shockley, ameriški fizik, nobelovec 1956 († 1989)
- 1915 – Aung San, burmanski revolucionar († 1947)
- 1922 – Hal Moore, ameriški generalpolkovnik
- 1938 – Robert Oliver Reed, angleški filmski igralec († 1999)
- 1945 – Evald Flisar, slovenski pisatelj, pesnik, dramatik
- 1948 – Ljerka Belak, slovenska igralka
- 1955 – Dušan Vodlan, slovenski učitelj plesa in plesni sodnik, terapevt
- 1974 – Robert Peter »Robbie« Williams, angleški glasbenik

## Smrti
- 921 – Vratislav I., češki vojvoda (* ok. 888)
- 1021 – Al-Hakim bi-Amr Alah, fatimidski kalif (* 985)
- 1130 – papež Honorij II. (* 1060)
- 1199 – Štefan Nemanja, veliki župan Raške in začetnik vladarske dinastije Nemanjićev (* 1113)
- 1219 – Minamoto Sanetomo, japonski šogun (* 1192)
- 1293 – Obizzo II. d'Este, markiz Ferrare (* 1247)
- 1332 – Andronik II. Paleolog, bizantinski cesar (* 1259)
- 1351 – Ko Morofuju, japonski general
- 1539 – Isabella d'Este, italijanska plemkinja (* 1474)
- 1571 – Benvenuto Cellini, italijanski kipar, zlatar (* 1500)
- 1603 – François Viète, francoski pravnik in matematik (* 1540)
- 1660 – Karel X. Gustav Švedski (* 1622)
- 1693 – Johann Caspar von Kerll, nemški skladatelj (* 1627)
- 1787 – Ruđer Josip Bošković, hrvaški matematik, fizik, astronom, filozof (* 1711)
- 1877 – Costache Caragiale, romunski gledališki igralec (* 1815)
- 1883 – Wilhelm Richard Wagner, nemški skladatelj (* 1813)
- 1892 – Johann Wilhelm Junker, nemški raziskovalec Afrike (* 1840)
- 1894 – Franjo Rački, hrvaški zgodovinar, politik, duhovnik (* 1828)
- 1907 – Marcel-Alexandre Bertrand, francoski geolog (* 1847)
- 1914 – Alphonse Bertillon, francoski kriminolog (* 1853)
- 1931 – Ivan Baša, madžarski slovenski rimskokatoliški duhovnik, pisatelj, dekan Lendave (* 1875)
- 1934 – Jožef Pustaj, slovenski pisatelj, pesnik, novinar in učitelj (* 1864)
- 1943 – Ivan Rob, slovenski pesnik, satirik (* 1908)
- 1956 – Jan Łukasiewicz, poljski logik, matematik, filozof (* 1878)
- 1980 – Marian Rejewski, poljski matematik, kriptolog (* 1905)
- 1989 – Franc Raztočnik, slovenski organist in zborovodja (* 1908)
- 2006 – Peter F. Strawson, angleški filozof (* 1919)
- 2021 – Milan Mihelič, slovenski arhitekt in urbanist (* 1925)

## Goduje
- sveti Gregor II.
- sveta Katarina De'Ricci